# Baret
En baret (baskerhue) er en blød hue med flad puld, en såkaldt fladhue.

## Baret i forsvaret
Den bruges blandt andet af det danske forsvar, hvor barettens farve angiver våbenart og hvor et regimentsmærke viser tilhørsforholdet.
| Farve | Farve            | Militær enhed |
| ----- | ---------------- | --- |
|       | Sort             | Kamptropperne: Slesvigske Fodregiment, Jydske Dragonregiment, Gardehusarregimentet, Den Kongelige Livgarde og Danske Artilleriregiment, samt værnsfælles ansatte under Hærkommandoen |
|       | Mellemgrøn       | Ingeniørregimentet, Trænregimentet, Efterretningsregimentet, Hærhjemmeværnet |
|       | Blå              | Føringsstøtteregimentet |
|       | Mørkeblå         | Søværnet, Marinehjemmeværnet |
|       | Flyverblå        | Flyvevåbnet, Flyverhjemmeværnet |
|       | Bordeaux         | Jægerkorpset, SOKOM |
|       | Rød              | Militærpolitiet(Værnsfælles) |
|       | FN blå (lyseblå) | Personel ved alle værn og regimenter, ved uddannelse og udsendelse i FN regi |